# Día de la Tierra (Palestina)

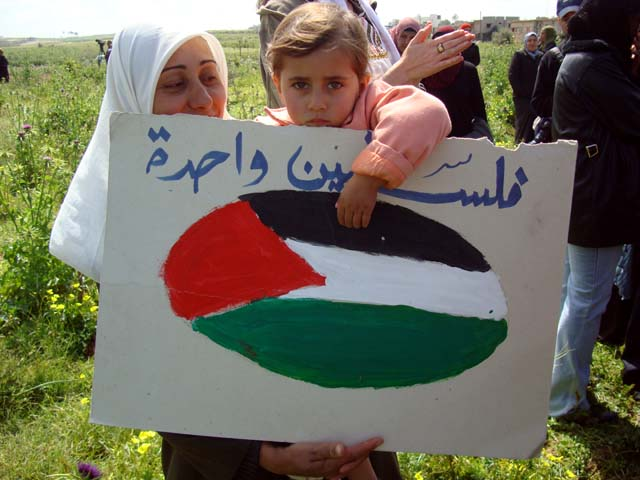
Niña palestina con un cartel el Día de la Tierra (Bait Hanun, Franja de Gaza, 2009).

El Día de la Tierra (en árabe: يوم الأرض‎, Yom al-Ard; hebreo: יוֹם הַאֲדָמָה: יוֹם הַאֲדָמָה, Yom HaAdama), conmemorado el 30 de marzo, es el día en el que los palestinos conmemoran anualmente los acontecimientos que tuvieron lugar el 30 de marzo de 1976. En respuesta al anuncio del gobierno israelí de un plan para expropiar gran cantidad de tierra de propiedad palestina para dedicarla a nuevos asentamientos judíos, se organizaron una huelga general y numerosas manifestaciones en las ciudades de mayoría palestina de Israel desde la Galilea hasta el Néguev. En los consiguientes enfrentamientos entre manifestantes por un lado y ejército y policía israelíes por otro, seis ciudadanos árabes desarmados fueron asesinados, unos cien más resultaron heridos y varios cientos más fueron arrestados.
Los estudios sobre el conflicto israelí-palestino conceden al Día de la Tierra un papel central en la lucha por la tierra y en la relación de los ciudadanos árabes con el Estado de Israel y su cuerpo político. Cabe destacar que fue la primera vez desde 1948 que los árabes israelíes organizaron una respuesta a las políticas estatales como colectivo nacional palestino. Desde entonces, el Día de la Tierra se ha convertido en un importante día de conmemoración anual en el calendario político palestino, conmemorado no solo por ciudadanos árabes de Israel sino también por palestinos de todo el mundo.

## Contexto

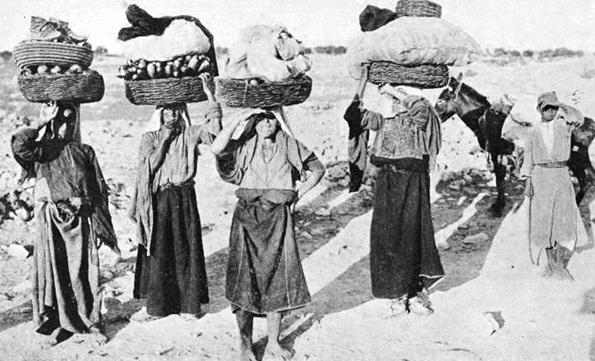
Campesinas palestinas (fellahat) de Battir, una aldea entre Jerusalény Belénllevando sus productos al mercado (1910)

Los árabes del Mandato británico eran tradicionalmente un pueblo agrario; el 75% de ellos vivía de la tierra antes del establecimiento del estado de Israel. Tras la expulsión o huida de unos dos tercios (más de 700.000 personas) de la población palestina de sus tierras como resultado del empuje de las tropas judías en la guerra árabe-israelí de 1948, y tras la negativa de Israel a concederles el derecho de retorno, la tierra continuó jugando un papel clave en las vidas de los aproximadamente 156.000 palestinos que permanecieron dentro del naciente Estado de Israel, sirviendo como fuente de identidad comunal, de honor, y como un propósito claro a mantener.
El gobierno israelí adoptó en 1950 la Ley del Retorno para facilitar la inmigración judía a Israel y la absorción de los refugiados judíos provenientes tanto de la Europa posterior a la Segunda Guerra Mundial como de los estados árabes circundantes. La Ley de Propiedad Ausente, promulgada por Israel en marzo de 1950, transfirió los derechos de propiedad de aquellos palestinos declarados "ausentes", huidos durante la guerra ya los que se les negaba la posibilidad de regresar, a un organismo gubernamental denominado Custodio de la Propiedad Ausente. También se utilizó para confiscar las tierras de los palestinos que, siendo ya ciudadanos israelíes, "están presentes dentro del estado, pero todavía están clasificados por la ley como 'ausentes'. El número de los denominados "presentes ausentes" (palestinos que resultaron desplazados internos por el conflicto) se cifró todavía en 2001 en unos 200.000, en torno al 18% del total de 1.200.000 ciudadanos israelíes de origen palestino en dicho año. Salman Abu-Sitta calcula que, entre 1948 y 2003, más de 1.000 kilómetros cuadrados de tierras de propiedad privada palestina han sido expropiados por el Estado de Israel (de presentes-ausentes y otros tipos).
Según Oren Yiftachel, las protestas públicas contra las prácticas y políticas del Estado de Israel entre los ciudadanos de origen palestino fueron escasas antes de mediados de los años setenta, principalmente como consecuencia de una combinación de factores que incluyen la ley marcial (todos los ciudadanos palestinos de Israel estuvieron regidos por una administración militar hasta 1966), la pobreza, el aislamiento, la fragmentación de las comunidades y su situación periférica en el nuevo estado israelí. Las protestas desarrolladas contra las expropiaciones de tierras y las restricciones a las que se veían sujetos los ciudadanos israelíes de origen palestino a causa de la ley marcial (entre 1948 y 1966) han sido descritas por Shany Payes como "esporádicas" y "limitadas", debido a las restricciones en los derechos a la libertad de movimiento, de expresión y de reunión que caracterizaron aquel periodo. El movimiento político Al-Ard ("La Tierra") se mantuvo activo durante una década pero fue declarado ilegal en 1964; aparte de dicho movimiento, las principales protestas contra el gobierno tuvieron lugar el Primero de Mayo y fueron organizadas por elPartido Comunista Israelí.

### Causas directas del Día de la Tierra

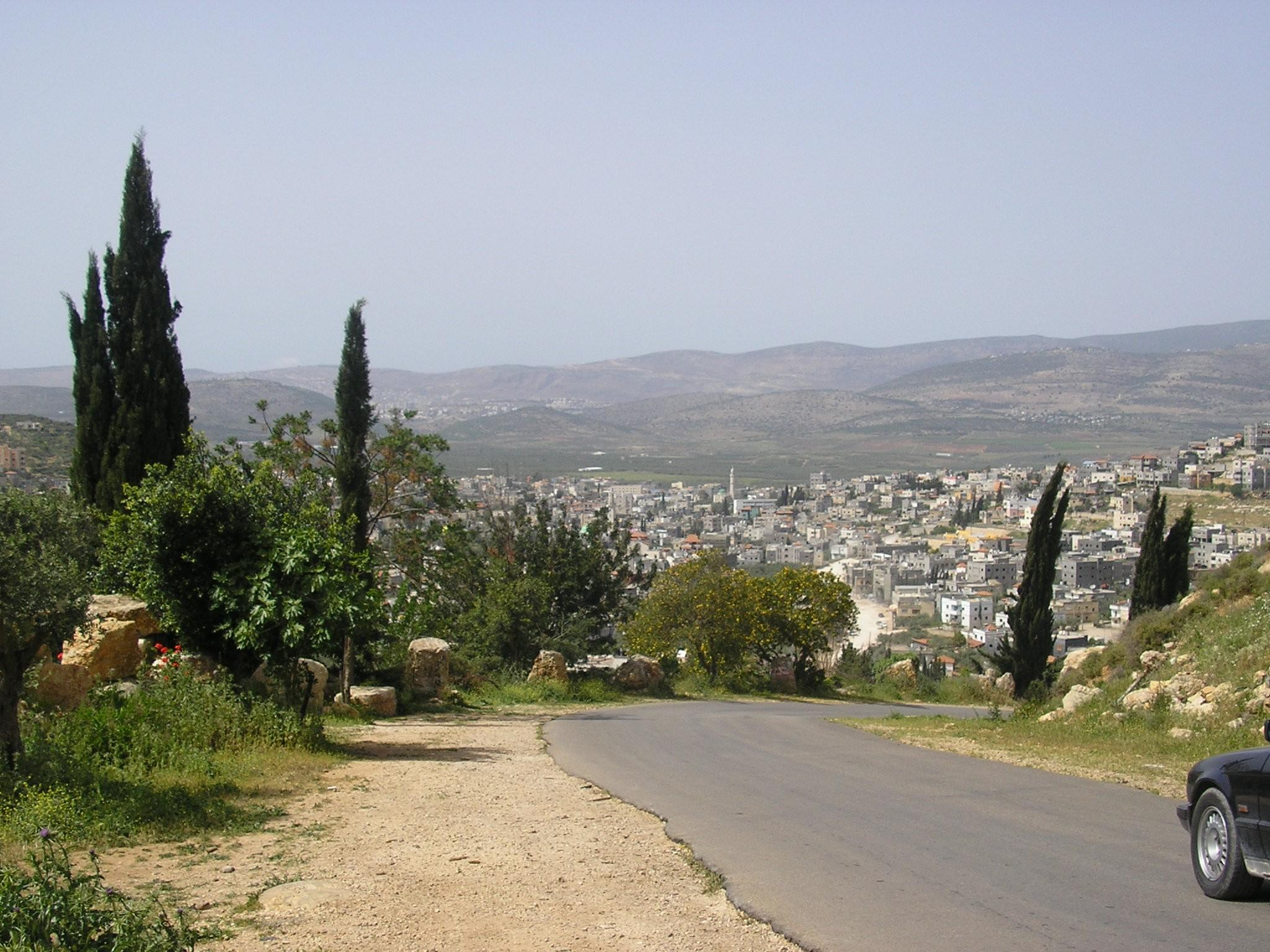
Vista de Arraba desde la carretera que lleva hasta su frontera norte.

En 1976, el gobierno de Israel declaró su intención de expropriar tierras en la Galilea para uso oficial, lo que afectaba a un total aproximado de 20.000 dunams (unos 20 kilómetros cuadrados) entre los pueblos de mayoría árabe de Sajnin y Arraba, de las cuales unos 6.300 dunams eran de propiedad privada árabe. El 11 de marzo de 1976, el gobierno publicó el plan de expropiación.
Yiftachel escribe que la confiscación de tierras y la expansión de los asentamientos judíos en el norte de la Galilea formaban parte de una estrategia gubernamental de judaización de la Galilea, que a su vez constituía una respuesta a y una causa de la resistencia palestina, y que culminaría en los acontecimientos conmemorados por el Día de la Tierra. Según Nayef Hawatmeh, dirigente del Frente Democrático para la Liberación de Palestina (FDLP), los terrenos expropiados se usarían para construir "[...] ocho ciudades industriales judías, en cumplimiento del llamado Plan de Desarrollo de la Galilea de 1975. Alabando este plan, el Ministerio de Agricultura declaró abiertamente que su principal objetivo era alterar la naturaleza demográfica de la Galilea para crear una mayoría judía en la zona." Orly Halpern, escribiendo para The Jerusalem Post, afirma que las tierras fueron confiscadas por el gobierno por motivos de seguridad, y que posteriormente se usaron para construir tanto un campo de entrenamiento militar como nuevos asentamientos judíos.
Yifat Holzman-Gazit ubica el anuncio de confiscaciones de 1976 en el marco de un plan más grande concebido en 1975. Unos 1.900 dunams de terrenos de propiedad privada árabe se expropiarían para expandir la ciudad judía de Carmiel. Además, el plan preveía el establecimiento entre 1977 y 1981 de 50 nuevos asentamientos judíos conocidos como mitzpim (singular: mitzpe) con unas 20 familias cada uno. El plan pretendía ubicar estos asentamientos entre poblaciones de mayoría árabe en la Galilea central, afectando a unos 20.000 dunams (unos 20 kilómetros cuadrados), un 30% de los cuales serían expropiados a árabes y un 15% a judíos, teniendo el resto consideración de tierra estatal. David McDowall identifica la reanudación de las confiscaciones de tierra en la Galilea y la aceleración de las expropiaciones de tierra en Cisjordania a mediados de los años setenta como el catalizador inmediato tanto de las manifestaciones del Día de la Tierra como de manifestaciones similares que tuvieron lugar durante esa misma época en la Cisjordania ocupada. McDowall escribe: "Nada sirvió para unir políticamente más a las dos comunidades palestinas que la cuestión de la tierra."

### Protestas de 1976
La decisión del gobierno de confiscar las tierras de las dos ciudades árabe-israelíes vino acompañada de la declaración de un toque de queda en las localidades de Sajnin, Arraba, Deir Hanna, Tur'an, Tamra, y Kabul, efectivo desde las 17:00 el 29 de marzo de 1976. Dirigentes árabes locales del Rakah (el Partido Comunista de Israel) como Tawfiq Ziyad, que también era alcalde de Nazaret, respondieron al anuncio convocando un día de protestas y huelga general para el 30 de marzo. El 18 de marzo, los líderes de los consejos árabes locales y miembros del Partido Laborista Israelí se encontraron en Shefa-'Amr y decidieron no apoyar el día de protestas. Cuando las noticias de esta decisión se hicieron públicas, se originó rápidamente una manifestación a las puertas de los edificios municipales que tuvo que ser dispersada con gases lacrimógenos. El gobierno declaró ilegales todas las manifestaciones y amenazó con despedir de sus trabajos a los 'agitadores', como por ejemplo a los profesores que animaran a su alumnado a participar.Sin embargo, las amenazas no sirvieron de mucho, y multitud de profesores sacaron a su alumnado de las aulas para unirse a la huelga general y a las manifestaciones que tuvieron lugar por las ciudades árabes de Israel, desde la Galilea en el norte hasta el Néguev en el sur.También tuvieron lugar huelgas solidarias casi simultáneamente en Cisjordania, en la Franja de Gaza y en la mayoría de los campamentos de refugiados palestinos del Líbano.
Ese día tuvieron lugar actos sin precedentes en la historia de Israel. Según la International Jewish Peach Union, "para prevenir incidentes dentro de Israel por motivo del Día de la Tierra, se desplegaron en la Galilea aproximadamente 4.000 policías, incluida una unidad táctica aerotransportada por helicóptero y unidades del ejército." Durante las protestas, cuatro manifestantes desarmados fueron asesinados por el ejército israelí y dos más por la policía. Nahla Abdo y Ronit Lentin comentan que tres de los muertos fueron mujeres y que "se permitió que el ejército condujese tanques y vehículos blindados por carreteras sin asfaltar de varios pueblos de la Galilea." Unos 100 árabes resultaron heridos y cientos más fueron arrestados.
The New York Times informó de que los asesinatos fueron llevados a cabo por la policía durante "disturbios en la región de la Galilea para protestar contra la expropiación israelí de tierra árabe".Yosef Goell escribió para The Jerusalem Post: "Lo que inició la revuelta que acabó con aquellas muertes fue un ataque por parte de cientos de jóvenes árabes encendidos contra un convoy que conducía por la carretera entre los pueblos de Sajnin, Arraba y Deir Hanna. No hubo provocación previa por parte del convoy del ejército, a no ser se insista en considerar una provocación la mera presencia de una unidad del ejército israelí en el corazón de la Galilea israelí."
Un documento del gobierno israelí de 2003 indica que: "las personalidades públicas árabes intentaron limitar las protestas, pero perdieron el control de los acontecimientos. Los manifestantes quemaron neumáticos, bloquearon carreteras y lanzaron piedras y cócteles Molotov." Baruch Kimmerlingy Joel S. Migdal comparan los sucesos del Día de la Tierra de 1976 con la masacre de Kafr Qasim de 1956, en la que el ejército israelí ametralló a docenas de ciudadanos, con el resultado de 48 muertos y 13 heridos. Según estos autores, en el Día de la Tierra los palestinos de Israel exhibieron una "[...] osadía, confianza y concienciación política totalmente ausente en 1956; esta vez los ciudadanos árabes no fueron pasivos y sumisos. Más bien al contrario, iniciaron y coordinaron la actividad política a nivel nacional, respondiendo a la brutalidad policial con su propia violencia."

## Impacto

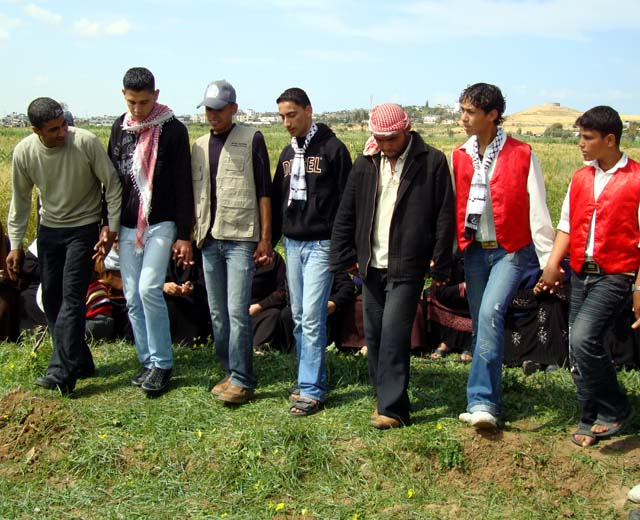
Jóvenes palestinos bailando una danza tradicional (dabka) en la Franja de Gaza el Día de la Tierra de 2009.

Durante los acontecimientos del Día de la Tierra de 1976 surgió un nuevo sentimiento entre la comunidad árabe de Israel de orgullo nacional, así como una sensación de ira contra el Estado y la policía y de pena por los manifestantes muertos. Se produjo una ruptura entre los partidos políticos árabes Rakah y Abnaa al-Balad. Comprometido con una solución de dos Estados al conflicto israelí-palestino, Rakah veía con importantes reservas la implicación de los palestinos de Cisjordania. En cambio, Abnaa al-Balad, que defiende el establecimiento un solo y democrático Estado de Palestina para judíos, musulmanes y cristianos (la conocida como solución de un Estado), consideraba los asuntos de la tierra, la igualdad, los refugiados y la ocupación como "un todo completo, integral e indivisible." Rakah siguió comprometido con la solución de dos Estados, pero se vio abocado a mantener un delicado equilibrio, expresando más claramente su identidad palestina para entonar mejor con el nuevo sentimiento comunitario. Por ejemplo, poco después del Día de la Tierra, Tawfiq Ziyad declaró que, "de ahora en adelante no habrá comunidades ni grupos religiosos sino una sola minoría árabe, parte de la nación palestina."
El Día de la Tierra también resultó en una mayor presencia de los árabes en la política israelí, a partir de la cual ya no podrían ser ignorados. La sociedad civil árabe en Israel empezó a coordinarse más entre sí y las protestas contra las políticas del gobierno se hicieron más frecuentes, centrándose en tres asuntos principales: la tierra y las políticas de planeamiento urbano, las condiciones socioeconómicas de la comunidad y los derechos nacionales de los palestinos.
La protesta no pudo detener los planes de expropiación de tierras de 1975. El número de mitzpim creados llegó a 26 en 1981 y a 52 en 1988. Estos mitzpim, junto con las "ciudades de desarrollo" de Natzrat Illit, Ma'alot-Tarshiha, Migdal HaEmek y Carmiel, alteraron significativamente la composición demográfica de la Galilea. Mientras que los árabes habían supuesto el 92% de la población de la Galilea en los años que siguieron al establecimiento de Israel, dicho porcentaje se había reducido hasta un 72% en 1994, con los judíos aumentando su presencia hasta el restante 28%. Sin embargo, desde los años ochenta, los gobiernos israelíes han evitado expropiaciones de tierras a gran escala en la Galilea.

## Cobertura de los medios de comunicación israelíes
Numerosos académicos israelíes han analizado y criticado el sesgo mediático de la cobertura que dieron los diversos medios de comunicación israelíes al Día de la Tierra. Un estudio de 1994 de Alina Koren analizó siete importantes diarios israelíes y descubrió que la cobertura tanto de los preparativos y como del resultado del Día de la Tierra fueron extensos entre marzo y abril de 1976, y que los reportajes se basaron casi por completo en las declaraciones realizadas por fuentes de información oficiales como ministros, asesores o "expertos en árabes". Apenas se dedicó espacio alguno a las voces de los participantes y organizadores árabes. Todos los diarios examinados, con independencia de su diferencias ideológicas, minimizaron las causas de las protestas y enfatizaron en cambio dos temas principales: retrataron las manifestaciones como el producto de una minoría insignificante y no representativa, y las describieron como una amenaza potencial al orden público y a la seguridad del Estado. Daniel Bar-Tal y Yona Teichman escriben que "resulta de especial importancia el descubrimiento de que todos los diarios deslegitimaron a los participantes como comunistas, nacionalistas, extremistas, agitadores, incitadores a la violencia, enemigos o personas violentas."
Bar-Tal y Teichman también citan un estudio del año 2000 de los profesores Gadi Wolfsfeld, Eli Avraham y Issam Aburaiya que analizó la cobertura de Haaretz y Yedioth Ahronoth de las conmemoraciones anuales entre 1977 y 1997, y que descubrió que los reportajes previos a cada Día de la Tierra también se basaban en gran medida en declaraciones de la policía y en fuentes militares. El foco se ponía en los preparativos de seguridad, mientras que los reportajes sobre los árabes se limitaban a la agitación e incitación a la violencia realizadas por su liderazgo. La información sobre los motivos de la protesta aparecía en tan solo un 6% o un 7% de las noticias publicadas. Casi todos los periodistas eran judíos, y solo Haaretz tenía un reportero especial asignado a la población árabe. El acontecimiento se enmarcó en el contexto del conflicto árabe-israelí y a los manifestantes árabes se les definió como enemigos en lugar de como ciudadanos que realizaban sus legítimas demandas a su gobierno. Por ejemplo, un editorial del 22 de marzo de 1997 en Yedioth Ahronoth decía: "El derecho de protesta no incluye el derecho a generar disturbios, a cerrar carreteras, a tirar piedras a los vehículos (...) Una vez más, hay que dejar claro a los árabes israelíes que la mayor parte de su condición de israelíes está basada en la lealtad que deben a su país y a sus leyes. Si no quieren estas leyes, nadie les está impidiendo irse."

## Legado
Para los palestinos, el Día de la Tierra se ha convertido en un día de conmemoración y tributo a aquellos que han caído en la lucha por mantener sus tierras y su identidad cultural. A menudo, los ciudadanos árabes de Israel utilizan el Día de la Tierra para manifestar su descontento con las políticas del Estado, y en especial por temas como la igualdad de derechos en torno a la propiedad de las tierras y a la ciudadanía; en 1988 declararon que el Día de la Tierra funcionaría como "un día nacional de conmemoración de la comunidad palestina-israelí, así como un día de identificación con los palestinos de Cisjordania y la Franja de Gaza, que será conmemorado con manifestaciones y huelgas generales anuales".
El Día de la Tierra ha servido no solo para forjar una especie de solidaridad política entre los ciudadanos árabes de Israel, sino también "para cementar la aceptación de los "árabes de 1948" en el mundo palestino y en el corazón de la principal doctrina del nacionalismo palestino". El día se conmemora cada año en Cisjordania, la Franja de Gaza, Jerusalén Este y en los campos de refugiados de Siria, Líbano y Jordania, así como entre los miembros de la diáspora palestina de todo el mundo. En 2007, el centro de prensa de la Autoridad Nacional Palestina describió este día como "...un día memorable en la historia de la lucha del pueblo palestino, ya que los palestinos abrazan las tierras de sus ancestros, su identidad y su existencia en este día en particular." Sin embargo, algunos comentaristas han observado últimamente que la población árabe de Israel se muestra menos entusiasta con las protestas, incluso pese a los esfuerzos de los organizadores para publicitar el evento. Hay quien ve en ello una creciente reconciliación en los niveles más básicos.

### Conmemoraciones y protestas anuales
Un informe judicial israelí documenta que la huelga general y las manifestaciones llevadas a cabo en Israel durante la conmemoración anual del Día de la Tierra del año 2000 procedieron por lo general de manera pacífica, con la excepción de las protestas en Sajnin. Allí, cientos de jóvenes se congregaron y se dirigieron a una base militar israelí adyacente al pueblo. Levantaron las vallas y penetraron en la base ondeando banderas palestinas en su interior. Los líderes árabes que se encontraban en Sajnin para realizar discursos ante la multitud intentaron detenerlos, pero fueron recibidos con hostilidad. La policía de fronteras israelí llegó a la base para reforzar el número de efectivos en esta, a lo que la multitud reaccionó arrojándoles piedras. La policía respondió con balas de goma y gases lacrimógenos, que forzaron a los manifestantes a retroceder hasta la carretera principal, donde continuaron los enfrentamientos. Una anciana de 72 años natural de Sajnin murió como consecuencia de la inhalación de gases.

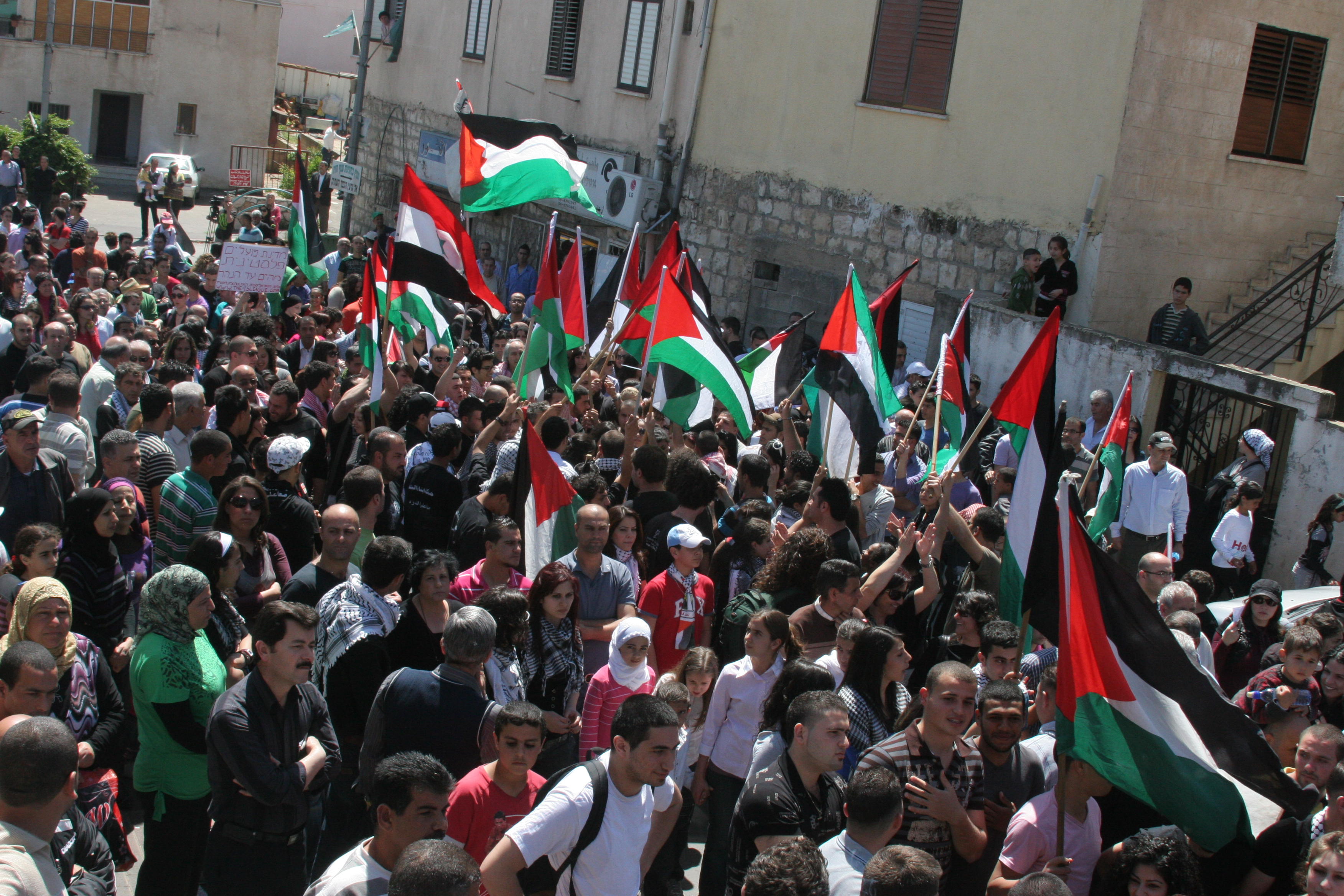
Día de la Tierra en Sajnin (2010).

En 2001, una serie de circunstancias hicieron que el Día de la Tierra se tornase especialmente violento. La Segunda Intifada había dado comienzo unos meses antes, ese año se conmemoraba el 25.º aniversario del primer Día de la Tierra, y la fecha de conmemoración cayó en viernes, día en el que, además, había sido convocado un "día de la ira". Decenas de miles de ciudadanos árabes, junto con otros de origen judío, se manifestaron pacíficamente en el interior de Israel portando banderas palestinas. Sin embargo, durante las manifestaciones en Cisjordania, cuatro palestinos murieron y otros 36 resultaron heridos en Nablus cuando el ejército israelí empleó fuego real contra los manifestantes que les arrojaban piedras y cócteles molotov. En Ramala, unos 2.000 manifestantes quemaron imágenes de Ariel Sharón y ondearon banderas palestinas e iraquíes, a lo que los soldados israelíes respondieron una vez más con fuego real, dejando un palestino muerto y 11 más heridos. Una hora después, militantes palestinos se unieron a los enfrentamientos y fueron recibidos con fuego de ametralladora de los tanques israelíes. También hubo manifestaciones en la Franja de Gaza y en el campamento de refugiados palestinos de Ain al-Hilweh, en el Líbano.
Un año después, en el Día de la Tierra de 2002, los ciudadanos árabes de Israel expresaron su solidaridad con sus hermanos palestinos de Cisjordania y la Franja de Gaza, criticando el "cerco israelí del cuartel general del líder palestino Yasir Arafat". El Día de la Tierra de 2005 se dedicó a la lucha de las aldeas no reconocidas del Néguev, donde los organizadores afirman que unos 80.000 ciudadanos árabe-israelíes viven sin acceso a los servicios mínimos y unos 30.000 hogares han recibido avisos de demolición. Las manifestaciones de 2008 incluyeron una marcha en Jaffa en la que unos 1.000 ciudadanos árabes aprovecharon el Día de la Tierra para llamar la atención sobre las continuas confiscaciones de tierras en la ciudad, donde muchos se quejan de que están siendo desahuciados para alojar a judíos del extranjero en su lugar.
Los llamamientos a acciones de resistencia no violenta para protestar contra las confiscaciones de tierras son frecuentes en el Día de la Tierra. Por ejemplo, el Centro de Recursos BADIL para los Residentes Palestinos y los Derechos de los Refugiados hizo pública una nota de prensa con motivo del Día de la Tierra de 2006 en el que apoyaba una campaña de "boicot, desinversiones y sanciones contra Israel" y pedían el fin de la "discriminación racial, la ocupación y la colonización". Durante las conmemoraciones del Día de la Tierra de 2009, un grupo de unas 50 mujeres palestinas se reunieron en torno a la Puerta de Damasco de la Ciudad Vieja de Jerusalén cantando canciones nacionalistas palestinas de Marcel Khleifi y repartiendo pósteres y camisetas que llamaban a un boicot de productos israelíes.

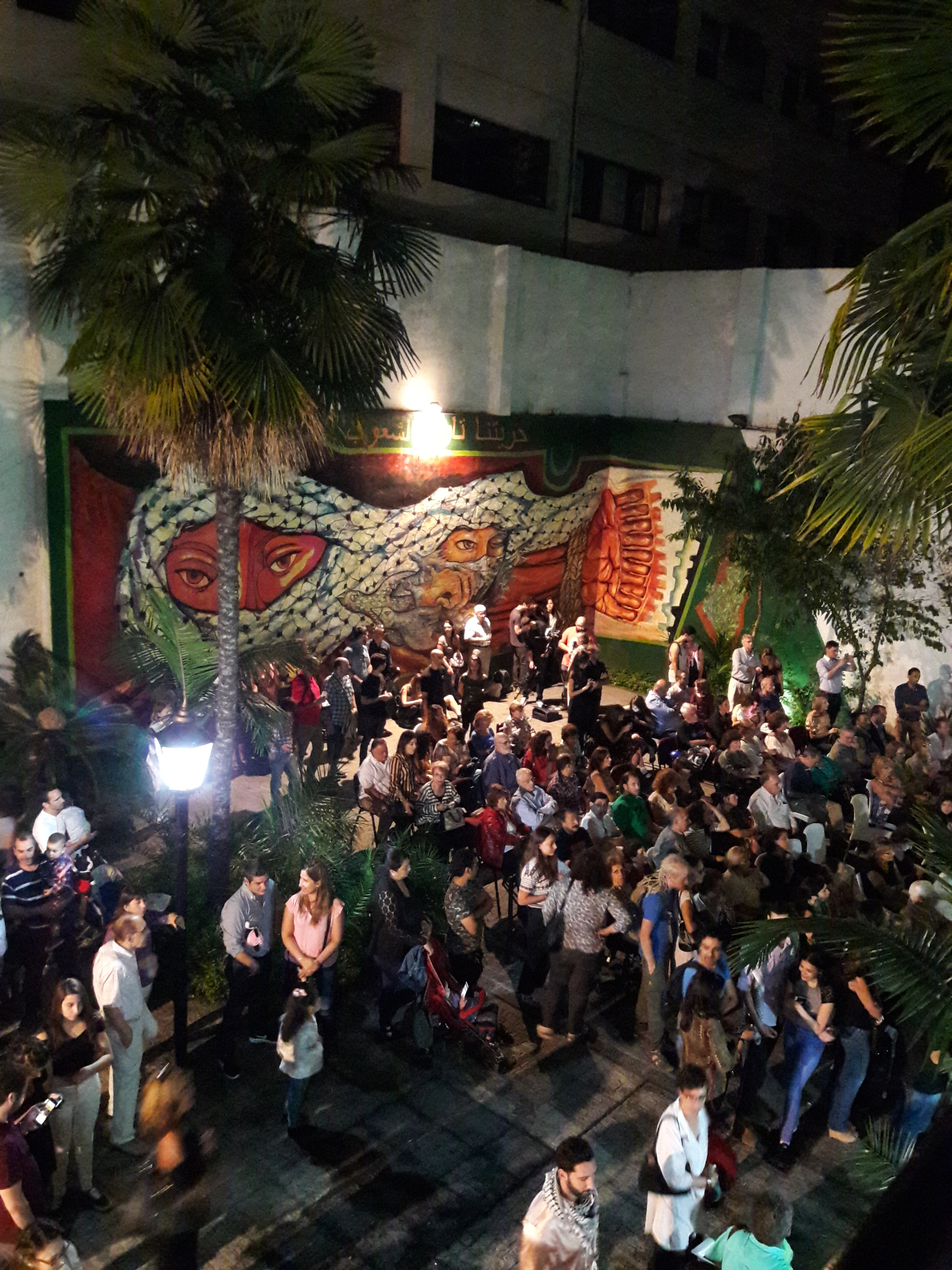
Día de la Tierra en Buenos Aires (2017).

También en 2009, miles de ciudadanos árabes, algunos de ellos portando banderas palestinas, se manifestaron entre las ciudades de Arraba y Sajnin portando una pancarta que decía: "Estamos todos unidos contra el fascismo y el racismo israelí". El parlamentario árabe Talab el-Sana exigió al gobierno que "detenga los planes racistas de judaización de la Galilea y el Néguev y adopte políticas de desarrollo para todos los residentes de la Galilea y el Néguev". Ynetnews informó de que se habían planeado protestas palestinas en todo el mundo, incluido en los Estados Unidos, Canadá, Alemania, Finlandia, Francia y Bélgica, y de que el Foro Social Mundial anunció el lanzamiento de una campaña para pedir a todos sus afiliados que repudiasen a Israel. El Día de la Tierra también se conmemoró en los campamentos de Sabra y Chatila con una exhibición de arte y un concierto, así como en el propio Estado de Palestina, donde manifestantes palestinos se concentraron cerca del muro israelí de separación a la altura de los pueblos de Ni'ilin y Jayyous.
En previsión de las protestas del Día de la Tierra de 2012, Israel selló toda Cisjordania para los palestinos, si bien las restricciones de movimiento no se aplicaron a los colonos judíos allí presentes. Hubo protestas en la Franja de Gaza y en Cisjordania, donde el ejército israelí mató a un palestino e hirió a otros 37. En el control militar de Kalandia, un grupo de jóvenes palestinos se enfrentó con soldados israelíes, los primeros arrojando piedras y los segundos balas de plomo recubiertas de goma y granadas de aturdimiento; los enfrentamientos concluyeron con 39 palestinos heridos. En Jordania, unas 15.000 personas realizaron una sentada pacífica en solidaridad con el pueblo palestino. También hubo manifestaciones cerca del castillo de Beaufort, en Líbano.
Durante las protestas del Día de la Tierra de 2018, 17 palestinos murieron por disparos de francotiradores israelíes en la Franja de Gaza, y otros 1.400 resultaron heridos de diversa consideración, 800 de ellos por disparos (al menos 20 quedaron en estado crítico). Cinco de los fallecidos eran miembros de Hamás, que había convocado una marcha pacífica hacia la valla fronteriza en favor del derecho de retorno de los refugiados palestinos. Una semana después, en una manifestación derivada de esta primera, otros 9 palestinos murieron por disparos de francotiradores israelíes; uno de ellos, Yaser Murtaja, era un periodista identificado como tal por un chaleco con la palabra "Prensa".